# Veliki barutni magacin na Kalemegdanu
Veliki barutni magacin na Kalemegdanu, u narodu poznatiji kao „Barutana“, jedna je od najneobičnijih podzemnih građevina ukopana u steni zapadnog podgrađa ili Dunavske padine u vreme velike austrijske rekonstrukcije Beogradske tvrđave u periodu od 1719. do 1739. godine, kada je Beogradska tvrđava poprimila znatno drugačiji izgled koji je bio u skladu sa najmodernijim principima gradnje i njenom vojno-odbrambenom funkcijom. Po tom izgledu, a verovatno i snazi, a i želji njenih branitelja da plaši i odvraća neprijatelja, nazivana je „Gibraltar na Dunavu".

## Stepen zaštite
Prema rečima arheologa Relje Seratlića iz JP „Beogradska tvrđava“, Veliki barutni magacin proglašen je za kulturno dobro od izuzetnog značaja za Republiku Srbiju, baš kao što isti stepen zaštite uživa i kompletna Tvrđava na Kalemegdanu.

## Istorija
Ispred Velikog barutnog magacina, znatno pre nego što je ovaj deo postao austrijski, u antičko doba pre gotovo dva milenijuma, postojao je takozvani Mitreum. To je bilo antičko, prethrišćansko svetilište posvećeno bogu Mitri. Pretpostavlja se da su ovu, prvu monoteističku religiju na prostore Singidunuma doneli rimski legionari koji su prethodno služili u nekoj od istočnih provincija. Mnogi stručnjaci smatraju da je ova jednobožačka religija značajno olakšala dolazak i ukorenjivanje hrišćanstva na prostorima današnjeg Beograda.
Austrijanci osvajaju Beogradsku tvrđavu 1688. godine i počinju sa opsežnom obnovom i preradom iz srednjovekovnog u artiljerijsko utvrđenje. Posao je poveren Andreju Kornaru koji ga je većinom priveo kraju 1696. godine pod Osmanlijama koje su u međuvremenu povratile grad. Tom prilikom je tokom bombardovanja pogođen barutni magacin smešten u Despotovom Gradu što je izazvalo veliku eksploziju u kojoj je stradao gotovo ceo Despotov Grad. Međutim Kornarova rešenja su već tada bila zastarela, a zbog stalnih borbi nikada nisu ni u potpunosti završena.
Austrijanci ponovo zauzimaju 1717. godine Beograd i u periodu od 1723. do 1736. godine Švajcarac Nikola Mores fon Doksat izvodi velike prepravke i dograđivanja tvrđave u sklopu kojih je planirano i podizanje dodatnih utvrđenja na levim obalama Save i Dunava koja bi bila povezana sa samim utvrđenjem. Međutim tvrđava je Beogradskim mirom iz 1739. godine bez borbe vraćena Osmanlijama, a Austrijanci su bili primorani da poruše novoizgrađene bedeme u roku od tri (bastiona trasa oko varoši) odnosno šest (utvrđenja u sklopu tvrđave) meseci. Po okončanju tih radova grad je u takvom satnju u junu 1740. godine predat Osmanlijama. Zbog potrebe očuvanja svojih severnih granica Osmanska imperija je morala da obnovi i dodatno utvrdi Beogradsku tvrđavu, ali je usled lošeg finansijskog stanja u samom carstvu ta obnova trajala preko dve decenije i nije dala ništa novo, već je predstavljala pojednostavljenu obnovu tada već zastarelih Doksatovih rešenja.
Beogradska tvrđava oktobra 1789. godine ponovo je pala u austrijske ruke. U tom periodu nastaje kolosalni podzemni objekat izdubljen u steni dunavske padine Naime nakon prethodnih nemilih događaja kada je tokom bombardovanja pogođen barutni magacin smešten u Despotovom Gradu i velikih žrtava, austrijska vojna uprava donela je odluku da u Donjem gradu Beogradske tvrđave izgradi novo skladište. Radovi su izvedeni u sklopu celokupne i obimne austrijske rekonstrukcije Beogradske tvrđave po zamisli princa Eugena i projekatnoj dokumentaciji majora Franca Nikole Sulija, jednog od glavnih inženjera angažovanih na rekonstrukciji Beogradske tvrđave, koji je za izgradnju ovog  izuzetnog i inovativnog inžinjerijskog poduhvata, inspiraciju dobio sa više strana. Gradnja je relativno kratko trajala, i za smo tri godine (1718–1721) magacine je iskopan u steni, zbog nametnute potrebe da se što pre u Beogradskoj tvrđavi izgradi bezbedno sklonište za barut, zaštićeno od neprijateljske artiljerije.

## Arhitektura
Veliki barutni magacin sastoji se od dve sale oslonjene na po devet stubova i velikog prostornog hodnika. Nakon povratka Osmanlija u Beograd izgrađen je zid koji zaklanja ulaz u magacin. Prostor se koristio kao barutni magacin do početka 20. veka. Obe dvorane i hodnik iskopane su ispod same tvrđave, u beloj krečnjačkoj steni.
Svaka od dvorana imala je površinu od oko 400 kvadratnh metara. Sa oskudnom tehnologijom onog vremena, to je najverovatnije za radnike bio izuzetno naporan fizički posao.
Obe dvorane su ojačane nosećim stubovima, da bi pojačale strukturalnu čvrstinu. Međutim postoji jedna značajna razlika između ove dve odaje:
- Prvu dvoranu austrijske arhitekte isklesale su sa nosećim stubovima u „živoj steni“, u lepim, geometrijskim, osmougaonim formama
- Dok u drugoj dvoranu stubovi izgledaju kao da su ih stvorila neka mitska bića. Oni nisu detaljnije isklesani, već im je ostala prirodna forma stene.

Jedan od najvažnijih delova ovih podzemnih građevina bili su otvori za ventilaciju, koji su trebali da obezbede dobro provetravanje, kako se u njima ne bi zadržavala vlaga i buđ i oštetila barut. Odatle i prastara izreka kako „nešto mora da bude suvo kao barut“.
Sredinom 18. veka izgrađen je i jak zaštitni zid čija uloga je bila da spreči bilo kakvo ugrožavanje Velikog barutnog magacina, ukoliko bi neprijatelj pokušao da ga nacilja artiljerijom.

## Lapidarijum u Velikom barutnom magacinu
Danas je Veliki barutni magacin delimično obnovljen i uređena. Koristi se samo prva sala i deo hodnika, za lapidarijum – popularna „Barutana” u kome su izloženi rimski epigrafski i anepigrafski spomenici koji svedoče o stanovništvu, društvenoj hijerarhiji, kultovima, kretanju i rasporedu vojnih jedinica na tlu nekadašnje Srbije.
Početak formiranja kolekcije kamenih spomenika u lapidarijumu Velikog barutnog magacina datiran još iz vremena osnivanja Narodnog muzeju u Beogradu, kada je od 1844. godine počelo prikupljane i donošenje spomenika u Beograd. Tako je nastala najstarija arheološka zbirka u Srbiji.
Predmeti iz ove zbirke su javni i privatni, nadgrobni i zavetni spomenici, najvećim delom otkriveni na prostoru Beograda (Singidunuma), Kostolca (Viminacijuma), Sremske Mitrovice (Sirmijum), Kosmaja i na drugim nalazištima u Srbiji, a pojedini su doneti iz Makedonije i Albanije.
Postavku rimskih kamenih spomenika čine, kamene portretne statue, stele, sarkofazi i žrtvenik. Јedan od sarkofagа је sa predstavom Jone iz četvrtog veka sa prostora Beograda, dok je portretna statua muškarca pronađena na teritoriji Makedonije i potiče iz drugog veka.

## Spoljašnje veze
- Beogradska tvrđava — Veliki barutni magacin
- ЈП Београдска тврђава
- Zbirke Narodnog muzeja